# Johann Gottfried Zinn

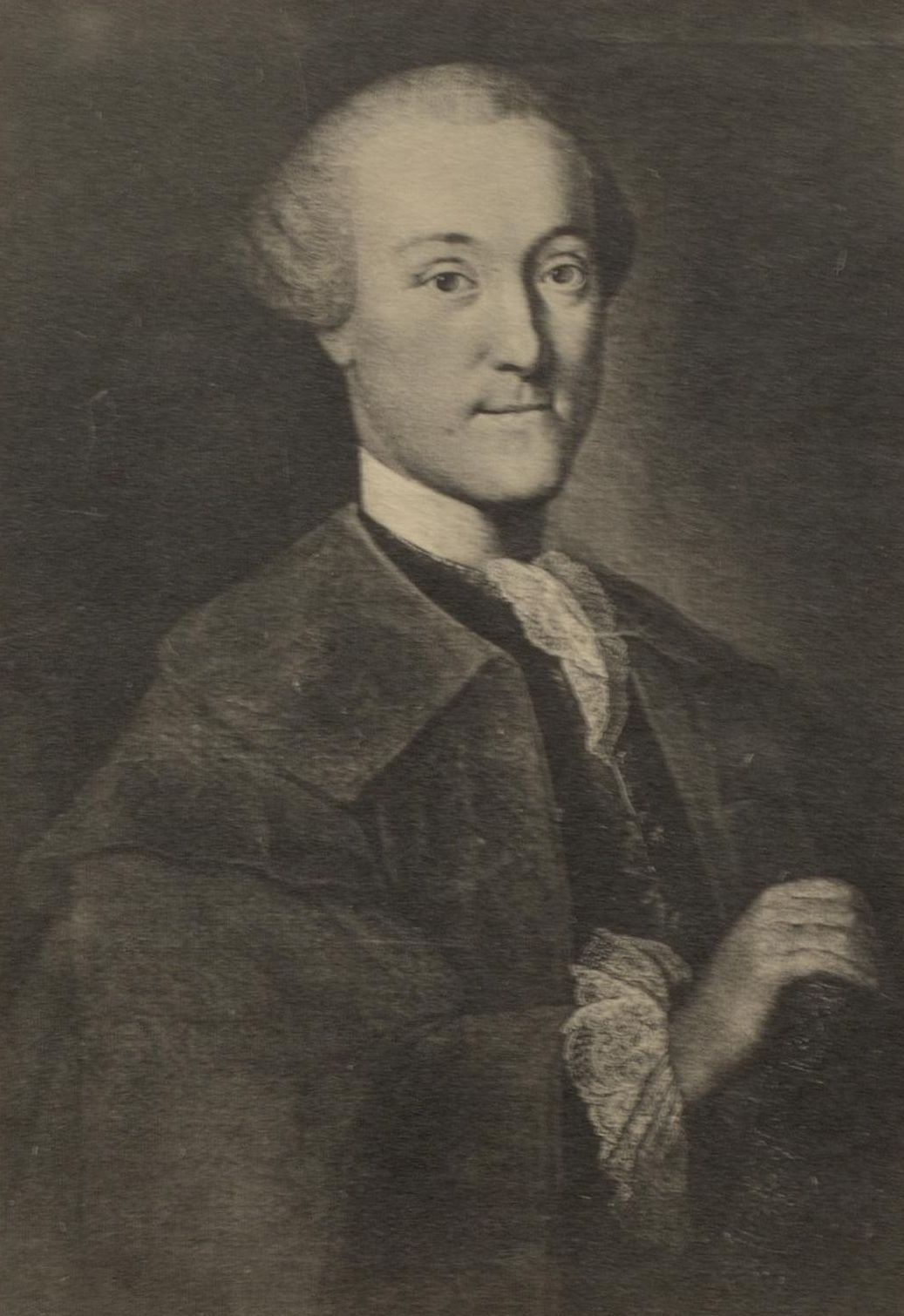
Johann Gottfried Zinn

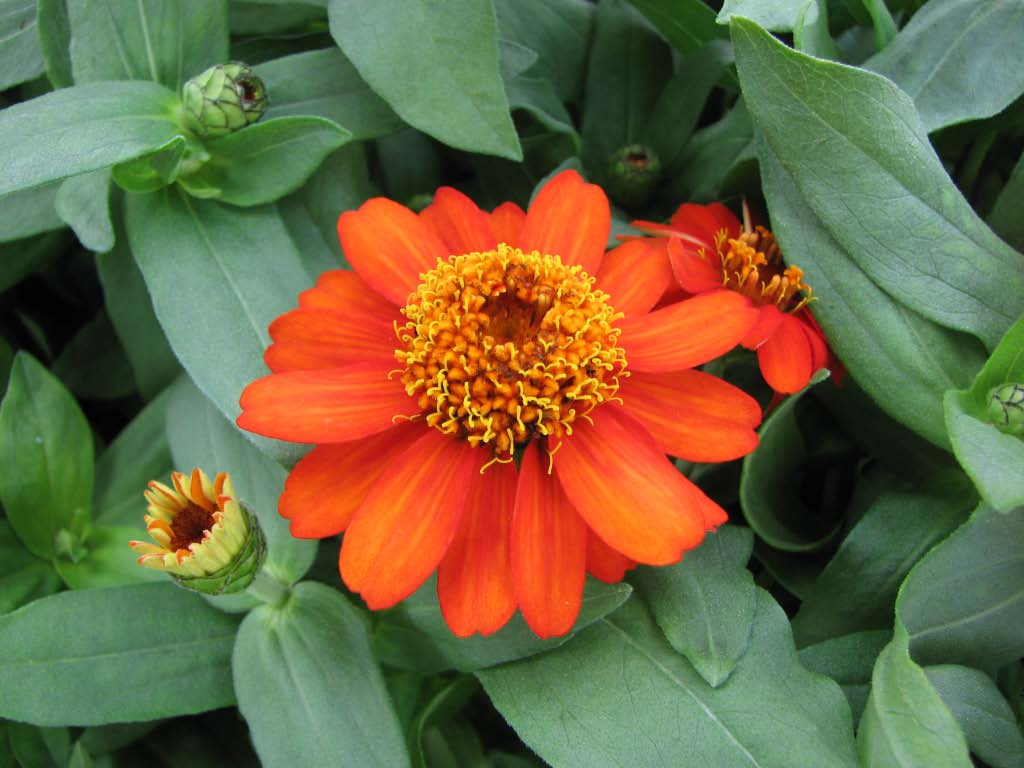
Zinnien

Johann Gottfried Zinn (* 4. Dezember 1727 in Schwabach im Markgrafentum Ansbach; † 6. April 1759 in Göttingen) war ein bedeutender deutscher Anatom und Botaniker sowie Mitglied der Berliner Akademie. Sein offizielles botanisches Autorenkürzel lautet „Zinn“. Als Anatom befasste er sich vor allem mit dem Auge.

## Leben und Wirken
Johann Zinn studierte in Göttingen Medizin und wurde 1749 bei Albrecht von Haller promoviert. In Berlin bildete er sich auf den Gebieten der Anatomie und Botanik weiter und wurde danach, 1753 einem Ruf als außerordentlicher Professor folgend, Direktor des Botanischen Gartens der Universität Göttingen, wo er 1755 zum ordentlichen Professor der Medizinischen Fakultät ernannt wurde. Seit 1752 war er korrespondierendes und seit 1753 außerordentliches Mitglied der Akademie der Wissenschaften zu Göttingen.
Sein Hauptwerk war die 1755 erschienene erste vollständige und ausführliche Darstellung der Anatomie des menschlichen Auges in der gesamten Weltliteratur.

## Ehrungen
Ihm zu Ehren benannte der Botanik-Systematiker Carl von Linné eine aus Mexiko stammende Gattung der Korbblütler (Asteraceae, früher Compositae) als „Zinnia“. Diese Spätsommerblume ist landläufig unter dem Namen Zinnie bekannt.
In der Anatomie des Auges tragen die Zonula ciliaris und der Anulus tendineus communis zusätzlich seinen Namen, ebenso der um den Nervus opticus gelegene Gefäßkranz Circulus arteriosus sclerae (Zinn-Haller).

## Schriften
- De ligamentum ciliaribus. Göttingen 1753.
- Descriptio anatomica oculi humani. Göttingen 1755.
- Catalogus plantarum horti academici et agri gottingensis… 1757.